# ボラマ (ソマリア)
ボラマ（Borama, Borame, ソマリ語: Boorama, アラビア語: بوراما）はソマリランド（ソマリア）北西部の都市。

## 概要
この付近の商業中心都市であり、ジブチやエチオピアの国境とも近い。人口30万人で、ソマリア北西部で最初期に自治を回復した都市のひとつである。
ボラマの行政機構は複雑である。国際的にはソマリアの一部であり、アウダル州に属する。しかしボラマを含む周辺一帯は1991年にソマリランドとして事実上独立している。さらに、ソマリランドの中でもボラマのあるアウダル州はアウダルランドとして独立（あるいは高度な自治化）の動きがある。

## 教育
ボラマはアウダル州の中心都市であり、教育に関しても州内で主要な役割を果たしている。例えばアムード大学はソマリア内戦後初めて機能再開した高等教育機関である。Eelo財団によるEELOアメリカ大学もある。ボラマには中学校が6校あり、アリ・ジョウハル中学、ハッサン・アルダレ中学の2校は古くからあり、アル・アクサ中学、ウバヤ・イブヌカーブ中学、アル・ヌール中学、新アムード中学の4校は新設である。
ボラマにはろう者向けの学校であるボラマ聾学校もあり、小中学校の課程を受けることができる。この付近に他に聾学校は無いので、アウダル州外からも生徒が集まっている。

## 地理
ボラマは丘陵地帯にある。周囲には草原があり、 ガゼル属、鳥類、ラクダなどの野生動物が多く住む。

## 観光

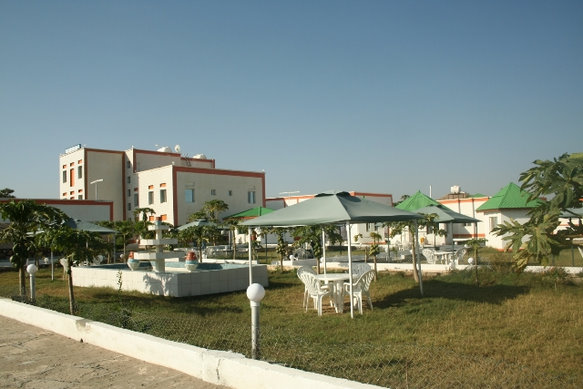
レイス・ホテル

町の西端にレイスホテルがあり、その近くにシェラ・ボラマホテルがある。ケープタウンホテル、ハラワホテル、ナシモホテルが中心部にある。その他、ボラマホテル、マディナホテルがある。

## 交通
アウダル州で唯一の空港、ボラマ国際空港がある。この空港にはソマリアの初代教育長官アデン・イサックの名が冠せられている。乗り入れているのはジブチ航空、ダーロ航空である。ハルゲイサ、 ボサソ、ブラオ、ガルカイヨ、モガディシュ、ジブチ、アディスアベバ、ドバイ、ジッダへの便がある。

## 姉妹都市
- イギリス、ヘンリーオンテームズ（英語版） 1981年

## その他
- 1933年にソマリ語を記述するためのボラマ記法（英語版）が考案され、ボラマでしばらく使われた。
- 1993年に（ソマリランド内の）国民和解のための大会議が開かれている[5]。
- 2000年10月、ボラマでコレラの流行が報じられている[6]。
- 人道援助派遣されていたイタリア人女性医師のアナレナ・トネリー（英語版）が2003年にボラマで銃殺されている[7]。トネリー医師は1996年ごろからボラマで結核、エイズ治療に携わり、女性器切除廃止運動にも取り組んでいた[8]。